# مولد الضد السطحي لالتهاب الكبد ب

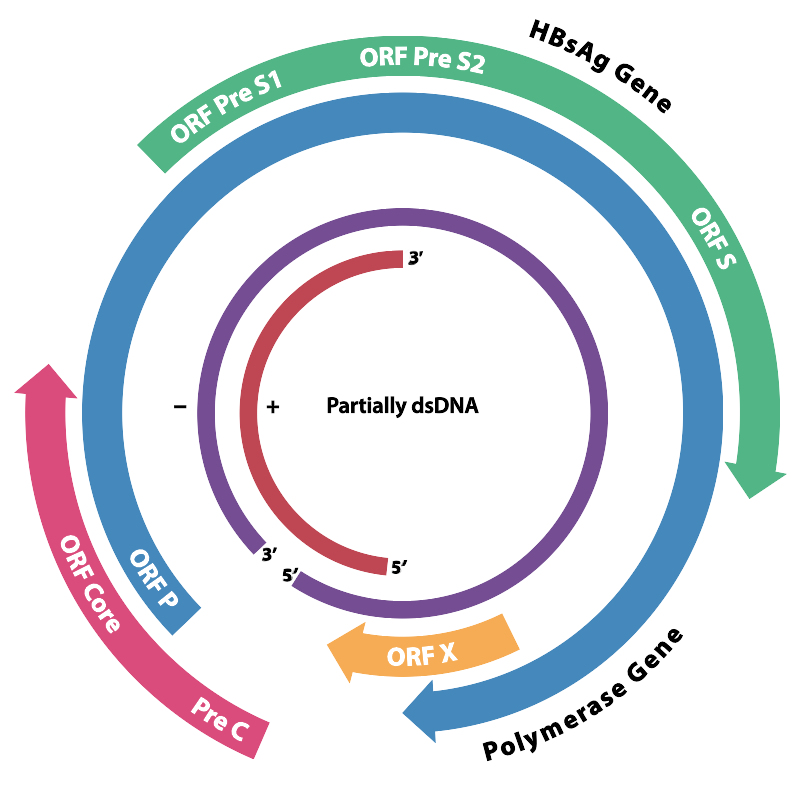
تنظيم الجينوم لفيروس التهاب الكبد. حيث تتداخل الجينات. (ORF S، باللون الأخضر تشفر لمولد الضد السطحي لالتهاب الكبد ب (HBsAg))

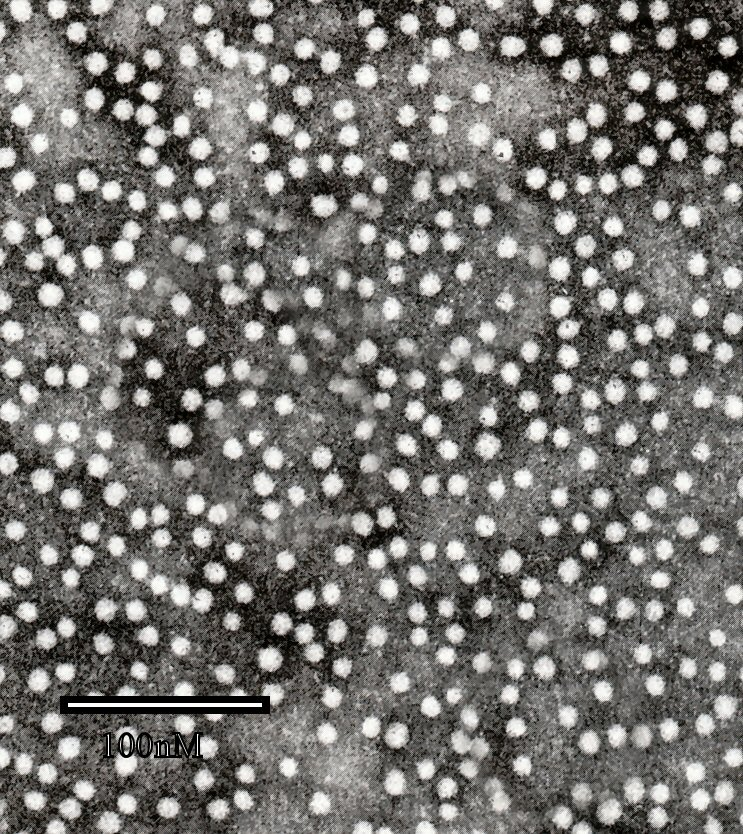

المستضد السطحي لالتهاب الكبد ب  أو مولد الضد السطحي لالتهاب الكبد ب أو مولد الضد الأسترالي (بالإنجليزية: Hepatitis B surface antigen)‏ ويعرف اختصارا بـ HBsAg، يهدف لتشخيص أو تتبُّع مساق الإصابة بفيروس التهاب الكبد الفيروسي ب، أو لمعرفة ما إذا كان اللقاح المضاد لفيروس التهاب الكبد ب قد نجح في تحقيق المستوى المطلوب من المناعة في الجسم. يجرى الاختبار عند الاشتباه بإصابة المريض بالتهاب الكبد الفيروسى ب، وذلك من خلال ظهور أعراض المرض عليه، وكذلك عندما يكون المريض مصاباً بالتهاب الكبد المزمن الناجم عن أسباب أخرى، أو عند تلقيه جرعة من لقاح التهاب الكبد الفيروسي ب، أو خلال معالجته منه. في بعض الأحيان، قد جرى الكشف عن الأشكال الحادة من التهاب الكبد بهذه الطريقة، حيث كثيراً ما لا تترافق سوى بأعراض خفيفة قد تختلط مع أعراض الأنفلونزا. كما أن التهاب الكبد المزمن كثيراً ما لا يترافق مع أية أعراض، وقد يكتشف في أثناء إجراء اختبارات روتينية.
يتكون المستضد السطحي من غلاف سطحي خارجي من البروتينات الشحمية، بما فيها البروتينات pre-S (قد تسهل هذه المناطق من الغلاف الخارجي عملية التصاق الفيروس بالخلايا الكبدية). نتيجة إيجابية لهذا التحليل أو الاختبار تعني وجود الفيروس في دم الشخص وهذا التحليل هو الموجود في فحص ماقبل الزواج وفحص المتقدمين للعمل.